# Мителпелниц
Мителпелниц (њем. Mittelpöllnitz) општина је у њемачкој савезној држави Тирингија. Једно је од 76 општинских средишта округа Зале-Орла. Према процјени из 2010. у општини је живјело 309 становника. Посједује регионалну шифру (AGS) 16075066.

## Географски и демографски подаци
Мителпелниц се налази у савезној држави Тирингија у округу Зале-Орла. Општина се налази на надморској висини од 335 метара. Површина општине износи 5,0 km². У самом мјесту је, према процјени из 2010. године, живјело 309 становника. Просјечна густина становништва износи 62 становника/km².